# Fountain Valley (Kalifornia)
Fountain Valley város az USA Kalifornia államában, Orange megyében. Lakosainak száma 57 047 fő (2020. április 1.).

## Népesség
A település népességének változása:

| 2010 | 55 313 |
| 2020 | 57 047 |